# 오사토촌 (사이타마현 기타아다치군)
오사토촌(大砂土村)은 사이타마현 기타아다치군에 존재했던 촌이다. 현재의 사이타마시 기타구·오미야구·미누마구 각각의 일부에 해당한다.

## 역사
- 1889년 4월 1일 - 정촌제 시행에 의해 기타아다치군 오사토촌이 성립하였다.
- 1940년 11월 3일 - 기타아다치군 -오미야정, 닛신촌, 미하시촌, 미야하라촌과 신설합병해, 오미야시가 성립하여, 동일 오사토촌은 폐지되었다. 이후 촌의 지명은 오미야시로 계승되었다.

## 참고문헌
- 「角川日本地名大辞典」編纂委員会『角川日本地名大辞典 11 埼玉県』角川書店、1980年7月8日。ISBN 4040011104。